# Нортамберланд
Нортамберланд (енгл. Northumberland) је традиционална грофовија Енглеске.